# Římskokatolická farnost Kostelec u Kyjova
Římskokatolická farnost Kostelec u Kyjova je územní společenství římských katolíků s farním kostelem svatého Václava v děkanátu Kyjov. Na území farnosti žilo v roce 2020 ve čtyřech obcích přes 2 400 obyvatel.

## Historie farnosti
Románská část kostela pochází ze 30. let 13. století. V roce 1729 byl kostel rozšířen západním směrem, koncem 19. století byla zřízena hudební kruchta a v roce 1950 oratoř.
Rodákem farnosti je ThLic. P. Vincenc Šalša (19. 5. 1916 v Kostelci - 29. 12. 1995 ve Všechovicích), římskokatolický kněz, hranický děkan, dlouholetý farář ve Všechovicích, kněz jubilár, arcibiskupský rada, čestný kroměřížský kanovník a komunistický vězeň.

## Duchovní správci
- Svatopluk Pavlica (2007–2013)
- Vladimír Mrázek (2013–2023), administrátor excurrendo ze Kyjova
- Pavel Stuška (od roku 2023), administrátor excurrendo ze Kyjova

Současným duchovním správcem je administrátor excurrendo spiritualibus Mgr. Marek Adamík, který sídlí na kostelecké faře.

## Bohoslužby
| Kostel          | Místo             | Bohoslužba (den)    | Hodina                  | Poznámka     |
| --------------- | ----------------- | ------------------- | ----------------------- | ------------ |
| svatého Václava | Kostelec u Kyjova | neděle středa pátek | 7.15, 10.15 17.00 17.00 | farní kostel |

## Aktivity ve farnosti
Pravidelně vychází informační zpravodaj Farní listy. Náboženství se vyučuje na prvním stupni ZŠ v Kostelci a Moravanech, děti z druhého stupně ZŠ jezdí na náboženství do Kyjova. Farnost je zapojena do akce Tříkrálová sbírka. V roce 2016 se při ní vybralo v Kostelci 16 160 korun, v Čeložnicích 6 305 korun, v Hýslích 6 550 korun a v Moravanech 24 277 korun. Při sbírce v roce 2019 činil výtěžek sbírky v Kostelci 24 558 korun, v Čeložnicích 11 465 korun, v Hýslích 7015 korun a Moravanech 25 705 korun.